# Phylloicus mexicanus
Phylloicus mexicanus is een schietmot uit de familie Calamoceratidae. De soort komt voor in het Neotropisch gebied.